# NGC 6953
NGC 6953 ist ein Asterismus im Sternbild Kepheus. Er wurde am 14. September 1885 von Lewis Swift entdeckt.